# Davide Cassani
Davide Cassani nacido el 1 de enero de 1961 en Faenza) es un exciclista italiano de los años 1980-90. Desde 2014 es el seleccionador italiano de ciclismo en ruta.

## Biografía

### Ciclista
Creció en Solarolo, debutó como profesional en 1982 con el equipo Termolan. En 1986 se traslada al equipo Carrera: en el que coincide con compañeros como Claudio Chiappucci, Roberto Visentini y Stephen Roche. En 1988 fichó por el equipo Gewiss-Bianchi. A partir de 1990 hasta el año 1994 defiende los colores del equipo Ariostea y en 1995 se va al equipo MG-Technogym. En 1996, justo después de recalar en las filas del Saeco, es atropellado por un coche: Este incidente le obligará a terminar su carrera profesional. 
Especialista de los ataques en montaña, le concedió el honor de llevar el jersey de la montaña del Tour de Francia, conseguir 27 victorias en su carrera, más de 500 mil kilómetros en sus piernas y más de 1.500 carreras incluyendo 12 Giros de Italia, nueve Tour de Francia, y nueve llamadas para los Campeonatos del Mundo de ciclismo.
Entre sus resultados más famosos incluyen un séptimo lugar en el Campeonato del Mundo de ciclismo celebrada en Bélgica en 1988, el Giro d'Emilia el cual le ganó en 1990 en 1991 y en 1995, la Milán-Turín de 1991, dos etapas en el Giro de Italia (En 1991 la primera y en 1993 la segunda), el Trofeo dello Trepadora en 1991, un noveno lugar en el Campeonato del Mundo de Ciclismo de 1991 disputados en Stuttgart y el Tour del Mediterráneo de 1994. 

### Comentarista
Luego de retirarse de las competiciones, fue contactado por el entonces director de la RAI Marino Bartoletti para que ejerciera como comentarista de las carreras de ciclismo. 
En el 2007, Cassani fue protagonista, junto con el exciclista profesional Massimo Boglia de la edición, con DVD y libro, titulada La Gran Escala del Ciclismo. También es el autor de la Almanaque de Cycling publicada anualmente con gran éxito y coautor de un libro biográfico sobre Marco Pantani junto con Ivan Zazzaroni y Pier Bergonzi titulado Pantani. Un héroe trágico. 
En la transmisión de una etapa del Tour de Francia 2007, hablando sobre Michael Rasmussen, Davide Cassani mencionó que se encontró con él en Trentino, mientras que su equipo no estaba informado de ello. Este hecho le costaría al danés (que había mentido diciendo que él estaba en México) la expulsión por parte de su equipo, aun cuando estaba casi asegurándose la victoria por llevar una ventaja de más de 3 minutos.
Su primo es Roberto Conti, antiguo ciclista profesional.

### Seleccionador
A principios de 2014, fue nombrado seleccionador italiano de ciclismo en ruta, sustituyendo a Paolo Bettini.

## Palmarés
| 1989 - 1 etapa del Grand Prix Tell 1990 - Giro d'Emilia - Coppa Bernocchi 1991 - Giro d'Emilia - Coppa Agostoni - 1 etapa del Giro de Italia - Milán-Turín - Trofeo dello Scalatore 1992 - Giro de Reggio Calabria - Giro di Campania - Gran Premio Ciudad de Camaiore - 1 etapa de la Tirreno-Adriático - 3ª de la Copa del Mundo de ciclismo | 1993 - Coppa Agostoni - 1 etapa del Giro de Italia 1994 - Tour del Mediterráneo más 2 etapas - 1 etapa de la Vuelta al País Vasco 1995 - Giro d'Emilia - Giro de la Romagna - Coppa Sabatini |

## Resultados en las grandes vueltas
| Tour de Francia - 1985 : abandono - 1986 : abandono - 1990 : 80.º - 1991 : 112.º - 1992 : abandono - 1993 : 105.º - 1994 : 108.º - 1995 : 112.º | Giro de Italia - 1982 : 40.º - 1983 : 37.º - 1985 : 54.º - 1986 : 35.º - 1987 : 43.º - 1991 : abandono, vencedor de etapa - 1992 : 105.º - 1993 : 66.º, vencedor de etapa |